# Malcolm Gladwell
Malcolm Gladwell   (Fareham, 3 de setembre de 1963) és un periodista britanicocanadenc, autor d'èxit, i conferenciant.
És redactor del The New Yorker des de 1996. Ha publicat quatre llibres, The Tipping Point (2000), Blink: The Power of Thinking Without Thinking (2005), Outliers: The Story of Success (2008), i What the Dog Saw: And Other Adventures (2009) que suposava un recull de la seva tasca periodística. Els quatre llibres han estat best-seller segons el New York Times. Els seus llibres i articles es basen en la recerca en ciències socials i fer un ús freqüent i intenten ser una prolongació del seu treball acadèmic, especialment en les àrees de la sociologia, la psicologia i la psicologia social. Gladwell ha estat nomenat per l'Orde del Canadà el 30 de juny de 2011.

## Biografia
Gladwell neix a Anglaterra, fill de mare jamaicana i pare britànic. Gladwell sempre ha reconegut que fou la seva mare, que treballava de psicoterapeuta, el model a seguir com a escriptor. Quan tenia sis anys la seva família es va traslladar a Elmira, Ontario, Canadà.
El pare de Gladwell de seguida va veure que Malcolm era un nen inusualment inquiet i ambiciós. Quan Malcolm tenia onze anys i el seu pare era professor de matemàtiques a la Universitat de Waterloo, li va permetre passejar per les oficines de la universitat, i això va avivar l'interès del nen per la lectura i les biblioteques. Malcolm es va graduar en història per la Universitat del Trinity College de Toronto el 1984.

## Carrera
Davant la impossibilitat de fer estudis de doctorat, Gladwell va decidir entrar en el món de la publicitat. Tot i això, després de ser rebutjat per les agències de publicitat va acceptar un lloc de periodista a The American Spectator i es va mudar als Estats Units. Posteriorment, va escriure per Insight on the News, i després va començar a cobrir la secció de negocis i ciència al Washington Post, on va treballar fins al 1996.
Fou aleshores, quan Gladwell va fitxar per The New Yorker, escrivint articles sobre moda. En lloc d'escriure sobre alta moda, Gladwell va optar per escriure un article sobre l'home que va fabricar les samarretes, assegurant "que era molt més interessant escriure un article sobre algú que va fer una samarreta per 8 dòlars que sobre un vestit que costa de 100.000 dòlars". A partir d'aquí ha anat guanyant popularitat dins el The New Yorker, i també ha estat editor col·laborador del Grantland, un lloc web de periodisme esportiu fundat per Bill Simmons d'ESPN, així com ha estat ponent de les TED Talks.

## Obres
Gladwell ha escrit quatre llibres. La inspiració inicial per al seu primer llibre, The Tipping Point, va venir per la sobtada caiguda de la criminalitat a Nova York. Ell volia fer un llibre que tingués més atractiu que un simple assaig sobre la delinqüència, a través d'explicar el fenomen per mitjà de la lent de l'epidemiologia, que coneixia bé de la seva època a The Washington Post, on va cobrir l'epidèmia de la SIDA.
Després de The Tipping Point, Gladwell va escriure Blink el 2005. El llibre explica com el subconscient humà interpreta els esdeveniments o senyals i com les experiències passades poden portar les persones a prendre decisions informades amb molta rapidesa. El tercer llibre de Gladwell, fou Outliers publicat el 2008, on examina com l'ambient d'una persona, juntament amb la motivació personal, afecta la seva possibilitat i oportunitat per a l'èxit. El quart llibre de Gladwell, What the Dog Saw: And Other Adventures, va ser publicat el 20 d'octubre de 2009 i és un recull dels principals articles de Gladwell a The New Yorker.